# Drizztius
Genre
Drizztius est un genre d'araignées aranéomorphes de la famille des Salticidae.

## Distribution
Les espèces de ce genre se rencontrent au Pérou et à la Trinité.

## Liste des espèces
Selon World Spider Catalog (version 18.0, 30/03/2017) :
- Drizztius geminensis Edwards, 2015
- Drizztius rufithorax (Simon, 1902)

## Publication originale
- Edwards, 2015 : Freyinae, a major new subfamily of Neotropical jumping spiders (Araneae: Salticidae). Zootaxa, no 4036(1), p. 1-87.